# Estación Marinos del Fournier
Marinos del Fournier es una estación ferroviaria de la localidad de Villa Madero, partido de La Matanza, provincia de Buenos Aires, Argentina.

## Servicios
La estación opera dentro de la Línea Belgrano Sur, para el ramal que conecta la estación terminal provisoria Sáenz con González Catán. La Línea Belgrano Sur es una de las líneas suburbanas de Buenos Aires y forma parte a nivel nacional del Ferrocarril General Belgrano de la red ferroviaria argentina.
Cerca de la estación circulan las líneas de colectivos 63, 185 y 92, además de la avenida General San Martín que cruza el paso a nivel de la estación.